# فيلار ديل بيدروسو
بلدية فيلار ديل بيدروسو (بالإسبانية: Villar del Pedroso)‏، هي بلدية تقع في مقاطعة قصرش والتي تقع في منطقة إكستريمادورا، غرب إسبانيا.
يبلغ عدد سكانها 779 نسمة وفقاً لإحصائية سنة (2002).